# Szkoła z Puteaux
Szkoła z Puteaux – grupa artystyczna związana z kubizmem. Grupa ta powstała ok. roku 1911, wśród artystów spotykających się regularnie na dyskusje o sztuce w domu Jacques'a Villona w Puteaux, które było wtedy wsią na zachodnich obrzeżach Paryża.
Grupa ta wybrała tę nazwę w celu odróżnienia się od kubizmu, który został stworzony w paryskiej dzielnicy Montmartre przez Picassa i Braque'a. Stali się sławni po ich kontrowersyjnej wystawie w Salon des Indépendants wiosną 1911 roku.

## Przedstawiciele
Najbardziej znani przedstawiciele szkoły z Puteaux:
- Guillaume Apollinaire (1880-1918)
- Robert Delaunay (1885-1941)
- Marcel Duchamp (1887-1968)
- Raymond Duchamp-Villon (1876-1918)
- Roger de la Fresnaye (1885-1925)
- Albert Gleizes (1881-1953)
- František Kupka (1871-1957)
- Henri Le Fauconnier (1881-1946)
- Fernand Léger (1881-1955)
- Louis Marcoussis (1878-1941)
- Jean Metzinger (1883-1956)
- Francis Picabia (1879-1953)
- Georges Ribemont-Dessaignes (1884-1974)
- Jacques Villon (1875-1963)